# 康氏奇异螺
康氏奇异螺（学名：Mirus cantori）为艾纳螺科奇异螺属的动物，是中国的特有物种。

## 分佈
分布于四川、湖北、湖南、江西、浙江、上海、江苏、甘肃、新疆等地，生活环境为陆地，常栖息于山区、丘陵坡地、农田、寺庙、住宅附近潮湿的灌木草丛中以及石块落叶下。

## 外部連結
- 維基物種上的相關：康氏奇异螺